# Podgorica (kommun)
Podgorica (serbiska: Подгорица, Glavni Grad Podgorica, Главни Град Подгорица) är en kommun i Montenegro. Den ligger i den centrala delen av landet. Antalet invånare är 185 937. Arean är 1,4 kvadratkilometer.
Terrängen i Podgorica är platt österut, men västerut är den kuperad.
Följande samhällen finns i Podgorica:
- Podgorica